# Descubrimiento de fármacos
El descubrimiento de fármacos es el proceso por el cual se identifican nuevas potenciales medicinas. Es un proceso complejo que requiere de múltiples disciplinas como la biología, química y farmacología.
Los fármacos pueden ser considerados como el descubrimiento más importante del siglo XX, ya que la vida del ser humano se encuentra, en mayor o menor medida, relacionado con estos productos a lo largo de toda su vida. El arsenal terapéutico del que actualmente dispone la humanidad se ha desarrollado a partir de un pequeño número de prototipos, que se conocen en química como “cabezas de serie”, y sus modificaciones, para obtener compuestos más eficaces y con menos efectos secundarios.
Aunque el uso de plantas y minerales de forma terapéutica se conoce desde la antigüedad, la mayoría de medicamentos con el sentido y forma que conocemos actualmente se han desarrollado, principalmente, en los últimos 50 años.
El desarrollo de un fármaco desde su origen hasta su lanzamiento al mercado como producto es un proceso complejo que puede requerir de entre 12 y 15 años y con un coste económico muy elevado.

## Historia
La historia del descubrimiento de fármacos se remonta a incluso a nuestra historia como humanidad. Los primeros experimentos realizados se basan en diferentes drogas de origen vegetal como el “ma huang” en China hace más de 5000 años y cuyo principio activo es la efedrina. Diferentes plantas con diversos efectos fueron encontradas a lo largo de la historia por las civilizaciones. En la civilización indoamericana utilizaban hojas de coca como estimulantes. Mientras que, en la civilización occidental, la influencia ejercida por Hipócrates y Galeno al considerar los productos de origen vegetal como elementos esenciales para la recuperación de la salud.
Antes del 1800, la farmacia permaneció como una ciencia empírica, guiada por la medicina tradicional y heredada por “Antiguos”. Numerosas drogas, la mayoría preparadas sobre la base de extractos de plantas, solían ser eficaces y disponibles. Pero ninguna se corresponde a la definición química que tenemos hoy día de fármaco.

## Etapas
En un modelo clásico para el desarrollo de fármaco se siguen las siguientes etapas. Se comienza con la investigación de la enfermedad, llevando a la identificación sobre las causas de la enfermedad, y en ocasiones a la identificación de una o varias dianas moleculares asociadas con la enfermedad. Los pasos siguientes involucran la identificación de compuestos activos con efecto sobre la diana y la optimización de su actividad biológica. Estos ensayos se hacen inicialmente in vitro con dianas moleculares aisladas. Los compuestos activos se someten a varias evaluaciones experimentales que implican ensayos en líneas celulares, animales, y finalmente, pruebas clínicas en humanos. Los compuestos pasan sofisticadamente por todas las etapas y son aprobados para el uso clínico por el agente regulatorio competente de cada país. En Estados Unidos, por la Food and Drug Administration (FDA), mientras que en España, por ejemplo, por Agencia Española de Medicamentos y Productos Sanitarios (AEMPS).

### Identificación y validación de la diana
Los fármacos fallan en la clínica por dos razones principalmente: primero porque no funcionan o segundo porque no son seguros. Por ello, uno de los pasos más importantes es la identificación y validación. Una diana es un conjunto de entidades biológicas como pueden ser proteínas, genes o ARN. Las características de una buena diana incluyen que sea eficaz, segura, cumpla las necesidades comerciales y clínicas y especialmente que se pueda actuar sobre ella. Esto permitirá que sea accesible y que se obtener una respuesta biológica medible ya sea in vitro o in vivo. Una buena identificación y validación de esta diana permite una mayor confianza sobre la relación de la diana con la enfermedad, para poder así modular los efectos secundarios basados mecanismo.
Una vez que es identificada, se pueden llevar a cabo diversas técnicas de validación que van desde herramientas in vitro a través del uso de modelos de animales completos, hasta modulación de la diana en paciente con enfermedades. Se obtiene resultados más fiables cuando se hace un enfoque de validación múltiple. 

### Estrategias para identificar compuestos líderes o cabezas de serie
Igual de importante que la identificación y validación de dianas para el uso de fármacos, es la identificación del actual fármaco.
Existen diversas estrategias experimentales y/o computacionales para identificar compuestos activos que se consideran compuestos líderes para implementar un programa de optimización:
- Optimización de fármacos ya aprobados para su uso clínico. La optimización puede consistir en mejorar la eficacia del medicamento o reducir efectos secundarios.
- Ensayo biológico sistemático de colecciones de compuestos. Un caso típico son las pruebas biológicas de alto rendimiento (en inglés high-throughput screening [HTS]). En HTS se usan robots para evaluar en pocas horas colecciones con miles o millones de moléculas.
- Uso de información biológica disponible. Por ejemplo, si se conoce el mecanismo de acción de un sustrato se diseñan compuestos que se espera sigan el mismo mecanismo de acción.
- Diseño de fármacos asistido por computadora (DIFAC). Esta estrategia involucra una o varias técnicas que se discuten en la siguiente sección.[5]

La estrategia más popular en el diseño de fármacos es la síntesis de análogos de moléculas existentes ya activas. En la industria farmacéutica, la motivación para el diseño de análogos normalmente se debe a factores económicos y competitivos. Sin embargo, una mayor contribución para el descubrimiento de nuevos principios viene de la explotación de datos biológicos.

### Desarrollo de un fármaco
La creación de un fármaco es un proceso iterativo complejo y largo en el tiempo, que comienza con un simple “hit”, normalmente en un ensayo bioquímico in vitro.
Un “hit” es una sustancia que tiene una actividad sobre la diana y que cumple los siguientes criterios: (1) actividad reproducible en un bioensayo relevante, (2) estructura conocida y gran pureza, (3) especificidad sobre la diana de estudio, (4) potencial confirmado de novedad, y (5) estructura químicamente manejable, es decir, que la molécula presenta cierta afinidad por la diana.
Normalmente, identificar hits para una nueva diana requiere de un cribado de gran cantidad de moléculas estructuralmente diversas mediante un bioensayo in vitro. Como alternativa, las moléculas pequeñas se pueden cribar por su potencialidad para modular un proceso biológico que se cree que es crítico en una enfermedad o en el que se cree que la diana tiene un papel importante. Gracias a la asistencia computacional, miles de moléculas pueden pasar por este proceso de cribado inicial en un solo día. Una vez que su actividad es confirmada y validada, se convierte en un cabeza de serie. Siendo en esta fase de validación en la que se patenta.
Si esta cabeza de serie emerge de los estudios en SAR, absorción, distribución, metabolismo y excreción (ADME) y toxicidad, adquiere el estado de "candidato a fármaco clínico".
Para enfrentar los retos que supone el desarrollo de un nuevo fármaco se basan en dos estrategias principales: Productos naturales como fuente de compuestos terapéuticos o métodos informáticos.
Los productos naturales se han usado para tratar enfermedades desde hace miles de años. Es un campo con interés nuevamente por la comunidad científica, y ha resultado en un desarrollo sustancial en la industria farmacéutica. Algunos ejemplos de productos naturales en los que se basan estas estrategias son fitoquímicos, metabolitos fúngicos, toxinas y anticuerpos, entre otros.
Otra tendencia  son los métodos informáticos y computacionales basados en métodos de inteligencia artificial y aprendizaje automático, y incluyendo campos tan importantes como la quimioinformática, bioinformática y métodos semánticos.

## Aprendizaje automático para descubrimiento de fármacos
Una de las aplicaciones en el aprendizaje automático para el descubrimiento de fármacos es ayudar a los investigadores a entender y explotar la relación entre las estructuras químicas y sus actividades biológicas o SAR. Cuando se tiene un “hit” de una campaña de cribado de fármacos, se busca como se puede optimizar la estructura química para mejorar su afinidad de unión, respuesta biológica o propiedades físico-químicas. Las técnicas de aprendizaje automático incluyen aprendizaje supervisado y no supervisado. Dentro del método supervisado se encuentra el análisis de regresión, basándose los primeros modelos de QSAR en regresión lineal multivariante, aunque otros métodos usados recientemente son least absolute shrink-age and selection operator (LASSO). Otra técnica popular dentro de este grupo es regresión de mínimos cuadrados parciales (PLS). Normalmente estas técnicas se combinan con métodos no supervisados como análisis de componentes principales (PCA) para reducir la dimensionalidad de los datos. Aunque el análisis de regresión lineal se ha utilizado en muchos problemas de optimización de fármacos, tiene limitaciones que hacen que no sea válido para la mayoría de los problemas de QSAR.
Otros métodos supervisados que se han utilizado son bosques aleatorios y máquinas de vectores de soporte (SVM). Sin embargo, destacan la redes neuronales artificiales (ANN) que se han aplicado ampliamente a todas las ramas de la quimioinformática, incluido el modelado de propiedades QSAR / QSPR de moléculas pequeñas, así como la realización de análisis farmacocinéticos y farmacodinámico.
Hoy día, las técnicas modernas de aprendizaje automático se pueden usar para modelar QSAR, o relaciones cuantitativas estructura-propiedad (QSPR), y desarrollar programas de inteligencia artificial que predicen con precisión in silico como las modificaciones químicas pueden influir en el comportamiento biológico. Muchas propiedades fisicoquímicas de los fármacos, como la toxicidad, el metabolismo, las interacciones fármaco-fármaco y la carcinogénesis, se han modelado eficazmente mediante técnicas QSAR.

### Modelado QSAR
El protocolo general para la construcción de modelos QSAR para el descubrimiento de fármacos ha sido sistematizado y consta de varios pasos que involucran las técnicas de quimioinformática y aprendizaje automático. El primer paso es la "codificación molecular", en la que las características y propiedades químicas se derivan de estructuras químicas o de la búsqueda de resultados experimentales. En segundo lugar, se realiza un paso de selección de características donde se utilizan técnicas de aprendizaje no supervisadas para identificar las propiedades más relevantes y reducir la dimensionalidad del vector de características. Finalmente, en la fase de aprendizaje, se aplica un modelo de aprendizaje automático supervisado para descubrir una función empírica que puede lograr un mapeo óptimo entre los vectores de características de entrada y las respuestas biológicas. La construcción de un modelo QSAR preciso también requiere una cuidadosa consideración y selección de los conjuntos de datos SAR utilizados para el entrenamiento y la validación del modelo.
El rendimiento de los modelos QSAR se evalúa habitualmente mediante métricas estándar como la sensibilidad, la especificidad, la precisión y el recuerdo. Para conjuntos de datos desbalanceados, se puede utilizar el área bajo la curva (AUC) derivada de las curvas de características operativas del receptor (ROC).
Aunque los métodos 3D-QSAR consideran la conformación estructural, el enfoque requiere un cálculo mayor y está sujeto a la incertidumbre generada por la predicción de la conformación, la orientación del ligando y la alineación estructural. Por lo tanto, el modelo 2D-QSAR puede ser muy competitivo y, a veces, incluso superior a los enfoques 3D-QSAR.
k

## Bases de datos públicas
Durante el diseño computacional para el desarrollo de fármacos es especialmente importante en el análisis y manejo de bases de datos moleculares. Ejemplos de colecciones usadas con frecuencia en descubrimiento de fármacos son ZINC, DrugBank, ChEMBL, Binding Database y PubChem. Estas colecciones contienen información para realizar cribado virtual, quimiogenómica, análisis estructura-actividad y reposicionamientos de fármacos, entre otros.

## Perspectivas de futuro
Un área clave de innovación en el campo es la unión de big data o macrodatos y aprendizaje automático para predecir rangos más amplios de fenómenos biológicos. Los métodos tradicionales de diseño de fármacos basados en interacciones simples ligando-proteína ya no son suficientes para cumplir los criterios clínicos de seguridad del fármaco. Las altas tasas de deserción de fármacos por efectos secundarios graves a menudo involucran vías biológicas y respuestas sistemáticas a niveles más altos. En consecuencia, la incorporación de múltiples tipos de datos y fuentes, también conocidas como técnicas de "fusión de datos", que agregan datos estructurales, genéticos y farmacológicos desde el nivel de la molécula al organismo, será crucial para el descubrimiento de medicamentos más seguros y eficaces.
Asimismo, también se necesitan modelos novedosos de aprendizaje automático capaces de procesar big data a gran volumen, velocidad y veracidad con gran versatilidad. La evolución reciente de las redes de deep learning o aprendizaje profundo ha demostrado ser un campo prometedor para el aprendizaje eficiente a partir de conjuntos de datos masivos para campañas modernas de descubrimiento de fármacos.